# Vittorio Iannuzzo
Vittorio Iannuzzo (Avellino, 10 maggio 1982) è un pilota motociclistico italiano.
Vincitore del campionato Europeo della classe Superstock nel 2002.

## Carriera
Iannuzzo fa il suo esordio internazionale nella stagione 1998 quando partecipa, in qualità di wild card, al Gran Premio di Misano nel mondiale Supersport in sella ad una Yamaha del team Tienne. Chiude la gara al quattordicesimo posto ottenendo i suoi primi punti iridati. La stagione successiva è pilota titolare per il team Lorenzini by Leoni nel mondiale Supersport. Chiude la sua prima stagione mondiale al diciottesimo posto in classifica piloti. Nel 2000 continua con il team della stagione precedente. Raccoglie sette punti e il trentunesimo posto in classifica piloti. Nel 2001 si trasferisce al team DMR Suzuki Italia che gli mette a disposizione una GSX R600. Chiude diciottesimo con venti punti all'attivo. 
Nel 2002 si trasferisce nella Superstock 1000 FIM Cup dove disputa l'intera stagione con la Suzuki GSX 1000R del Alstare System Suzuki Italia. Vince la gara inaugurale della stagione in Spagna a Valencia, rimane leader della classifica fino al termine della stagione, che chiude con 152 punti. In questa circostanza Iannuzzo è il primo italiano a vincere il titolo della Superstock 1000. Nel 2003 rimane nello stesso team della stagione precedente ma si trasferisce nel campionato mondiale Superbike. Chiude la stagione al diciottesimo posto con trentasette punti ottenuti. Nella stessa stagione vince una gara e chiude quinto nel Campionato italiano Superbike. Il 2004 è la terza stagione consecutiva come pilota del team Alstare. Disputa le prime otto gare stagionali nel mondiale Supersport, le ultime due nella Superstock 1000. 
Nel 2005 è pilota titolare del Gimotorsport UnionBikeDucci nella Superstock 1000 FIM Cup in sella ad una MV Agusta, a rientro nelle competizioni motociclistiche. Chiude la stagione al quattordicesimo posto con trenta punti ottenuti. In occasione del Gran Premio di Misano chiude la gara al terzo posto, ottenendo così il primo podio per MV in questa categoria. Nel 2006 si trasferisce nuovamente nel mondiale Superbike dove inizia la stagione come pilota titolare del Celani Team Suzuki Italia prima di passare, come pilota sostitutivo, al team Sterilgarda Berik in sella ad una Ducati 999 F05. Chiude la stagione al ventiseiesimo posto con sei punti ottenuti. Nella stessa stagione e con lo stesso team con cui inizia la stagione nel mondiale, prende parte a quattro gare del campionato italiano Superbike vincendone due e classificandosi sesto. Nel 2007 disputa tre prove del mondiale Superbike in qualità di wild card in sella ad una ZX-10R del team Kawasaki PSG-1 Corse. Ottiene punti in tutti gli eventi, chiudendo diciottesimo tra i piloti. Nella stessa stagione, e con la stessa motocicletta del mondiale, è pilota titolare nella classe Stock1000 del campionato italiano dove si classifica undicesimo.
Nel 2008 è pilota titolare del team Pedercini. Non ottiene punti validi per la classifica. Nel 2009 è titolare del team Squadra Corse Italia in sella ad una Honda CBR1000RR. Chiude la stagione al quarantesimo posto in classifica piloti. Guida ancora una Honda all'inizio della stagione 2010 ma, a partire dal Gran Premio di Misano, si trasferisce nel mondiale Supersport alla guida di una Triumph Daytona 675 gestita dal team ParkinGo BE1 Triumph. Nella stagione 2011 è pilota titolare nel mondiale Supersport con una Kawasaki ZX-6R del team Lorenzini by Leoni. Chiude la stagione al quattordicesimo posto con 44 punti ottenuti. Il 2012 vede Iannuzzo pilota titolare del Power Team by Suriano che gli mette a disposizione una Triumph Daytona 675. Disputa una stagione regolare andando a chiudere al nono posto tra i piloti, con sessanta punti ottenuti. Nel 2013 è pilota titolare del mondiale Superbike con una BMW S1000RR del team Grillini Dentalmatic. Chiude la stagione al diciannovesimo posto. Nelle stagioni successive compete nei vari campionati nazionali di Superbike, durante la stagione 2015 porta all'esordio la MV Agusta F4 nel British Superbike Championship.
Nel 2017 disputa la prima gara di Misano nel campionato italiano Superbike con una Suzuki senza ottenere punti.

## Risultati in gara

### Campionato mondiale Supersport
| 1998 | Moto   |  |  |  |  |    |  |  |  |  |  |  |  |  |  | Punti | Pos. |
| ---- | ------ |  |  |  |  | -- |  |  |  |  |  |  |  |  |  | ----- | ---- |
| 1998 | Yamaha |  |  |  |  | 14 |  |  |  |  |  |  |  |  |  | 2     | 50º  |

| 1999 | Moto   |    |    |   |    |     |   |     |     |    |    |    |  |  |  | Punti | Pos. |
| ---- | ------ | -- | -- | - | -- | --- | - | --- | --- | -- | -- | -- |  |  |  | ----- | ---- |
| 1999 | Yamaha | 18 | 15 | 9 | 13 | Rit | 8 | Rit | Rit | 16 | 19 | 14 |  |  |  | 21    | 18º  |

| 2000 | Moto   |     |     |    |     |    |     |     |    |     |    |     |  |  |  | Punti | Pos. |
| ---- | ------ | --- | --- | -- | --- | -- | --- | --- | -- | --- | -- | --- |  |  |  | ----- | ---- |
| 2000 | Yamaha | Rit | Rit | 12 | Rit | 14 | Rit | Rit | 19 | Rit | 15 | Rit |  |  |  | 7     | 31º  |

| 2001 | Moto   |    |    |    |    |    |     |     |    |     |   |    |  |  |  | Punti | Pos. |
| ---- | ------ | -- | -- | -- | -- | -- | --- | --- | -- | --- | - | -- |  |  |  | ----- | ---- |
| 2001 | Suzuki | 19 | 15 | 12 | 16 | 18 | Rit | Rit | 14 | Rit | 7 | 12 |  |  |  | 20    | 18º  |

| 2004 | Moto   |   |    |   |    |     |     |     |     |  |  |  |  |  |  | Punti | Pos. |
| ---- | ------ | - | -- | - | -- | --- | --- | --- | --- |  |  |  |  |  |  | ----- | ---- |
| 2004 | Suzuki | 6 | 13 | 9 | SQ | Rit | Rit | Rit | Rit |  |  |  |  |  |  | 20    | 16º  |

| 2010 | Moto    |  |  |  |  |  |  |  |    |    |    |     |    |     |  | Punti | Pos. |
| ---- | ------- |  |  |  |  |  |  |  | -- | -- | -- | --- | -- | --- |  | ----- | ---- |
| 2010 | Triumph |  |  |  |  |  |  |  | 12 | 11 | 14 | Rit | 12 | Rit |  | 15    | 18º  |

| 2011 | Moto     |   |   |     |     |     |     |    |    |    |   |    |    |  |  | Punti | Pos. |
| ---- | -------- | - | - | --- | --- | --- | --- | -- | -- | -- | - | -- | -- |  |  | ----- | ---- |
| 2011 | Kawasaki | 8 | 9 | Rit | Rit | Rit | Rit | 10 | 15 | 12 | 7 | 12 | 11 |  |  | 44    | 14º  |

| 2012 | Moto    |   |   |     |   |     |   |   |   |    |     |   |     |    |  | Punti | Pos. |
| ---- | ------- | - | - | --- | - | --- | - | - | - | -- | --- | - | --- | -- |  | ----- | ---- |
| 2012 | Triumph | 9 | 5 | Rit | 9 | Rit | 9 | 7 | 9 | 13 | Rit | 7 | Rit | 19 |  | 60    | 9º   |

| Legenda | 1º posto        | 2º posto            | 3º posto           | A punti      | Senza punti        | Grassetto – Pole position Corsivo – Giro più veloce |
| Legenda | Gara non valida | Non qual./Non part. | Ritirato/Non class | Squalificato | '-' Dato non disp. | Grassetto – Pole position Corsivo – Giro più veloce |

### Campionato mondiale Superbike
| 2003 | Moto   |  |  |  |  |  |  |    |   |   |   |     |    |     |   |  |  |  |  |    |    |  |  |  |  |  |  |  |  | Punti | Pos. |
| ---- | ------ |  |  |  |  |  |  | -- | - | - | - | --- | -- | --- | - |  |  |  |  | -- | -- |  |  |  |  |  |  |  |  | ----- | ---- |
| 2003 | Suzuki |  |  |  |  |  |  | 12 | 9 | 8 | 8 | Rit | 15 | Rit | 7 |  |  |  |  | NP | NP |  |  |  |  |  |  |  |  | 37    | 18º  |

| 2006 | Moto            |    |     |     |     |    |    |     |    |    |     |    |    |    |    |    |    |    |     |     |    |     |     |    |     |  |  |  |  | Punti | Pos. |
| ---- | --------------- | -- | --- | --- | --- | -- | -- | --- | -- | -- | --- | -- | -- | -- | -- | -- | -- | -- | --- | --- | -- | --- | --- | -- | --- |  |  |  |  | ----- | ---- |
| 2006 | Suzuki e Ducati | 17 | Rit | Rit | Rit | 16 | 26 | Rit | 17 | 18 | Rit | 14 | 16 | 14 | 18 | 16 | 15 | 15 | Rit | Rit | 16 | Rit | Rit | 16 | Rit |  |  |  |  | 6     | 26º  |

| 2007 | Moto     |  |  |  |  |  |  |  |  |  |  |  |  |    |    |  |  |    |    |  |  |  |  |    |    |  |  |  |  | Punti | Pos. |
| ---- | -------- |  |  |  |  |  |  |  |  |  |  |  |  | -- | -- |  |  | -- | -- |  |  |  |  | -- | -- |  |  |  |  | ----- | ---- |
| 2007 | Kawasaki |  |  |  |  |  |  |  |  |  |  |  |  | 11 | AN |  |  | 13 | 15 |  |  |  |  | 10 | 12 |  |  |  |  | 19    | 19º  |

| 2008 | Moto     |    |     |    |    |     |     |    |    |     |     |    |    |    |     |     |     |     |     |    |     |    |     |     |     |     |    |     |     | Punti | Pos. |
| ---- | -------- | -- | --- | -- | -- | --- | --- | -- | -- | --- | --- | -- | -- | -- | --- | --- | --- | --- | --- | -- | --- | -- | --- | --- | --- | --- | -- | --- | --- | ----- | ---- |
| 2008 | Kawasaki | 19 | Rit | NP | NP | Inf | Inf | NP | NP | Rit | Rit | 22 | 19 | 20 | Rit | Rit | Rit | Rit | Rit | 20 | Rit | SQ | Rit | Rit | Rit | Rit | 23 | Rit | Rit | 0     |      |

| 2009 | Moto  |     |     |    |    |     |    |     |     |    |     |     |     |     |     |    |    |     |     |    |    |     |    |     |     |     |     |     |     | Punti | Pos. |
| ---- | ----- | --- | --- | -- | -- | --- | -- | --- | --- | -- | --- | --- | --- | --- | --- | -- | -- | --- | --- | -- | -- | --- | -- | --- | --- | --- | --- | --- | --- | ----- | ---- |
| 2009 | Honda | Rit | Rit | 20 | 21 | Rit | 23 | Rit | Rit | 21 | Rit | Inf | Inf | Inf | Inf | 20 | 24 | Rit | Rit | 15 | 18 | Rit | 15 | Rit | Rit | Rit | Rit | Rit | Rit | 2     | 40º  |

| 2010 | Moto  |    |    |    |     |     |     |     |     |     |     |  |  |  |  |  |  |  |  |  |  |  |  |  |  |  |  |  |  | Punti | Pos. |
| ---- | ----- | -- | -- | -- | --- | --- | --- | --- | --- | --- | --- |  |  |  |  |  |  |  |  |  |  |  |  |  |  |  |  |  |  | ----- | ---- |
| 2010 | Honda | 16 | 17 | 16 | Rit | Rit | Rit | Inf | Inf | Rit | Rit |  |  |  |  |  |  |  |  |  |  |  |  |  |  |  |  |  |  | 0     |      |

| 2013 | Moto |    |    |    |     |    |     |     |    |    |    |    |    |    |     |     |    |    |    |    |    |    |    |    |    |    |     |    |     | Punti | Pos. |
| ---- | ---- | -- | -- | -- | --- | -- | --- | --- | -- | -- | -- | -- | -- | -- | --- | --- | -- | -- | -- | -- | -- | -- | -- | -- | -- | -- | --- | -- | --- | ----- | ---- |
| 2013 | BMW  | 17 | 16 | 14 | Rit | 17 | Rit | Rit | 12 | 15 | 16 | 11 | 15 | 14 | Rit | Rit | AN | 17 | 16 | 14 | 15 | 12 | 13 | 15 | 16 | 15 | Rit | NC | Rit | 27    | 19º  |

| Legenda | 1º posto        | 2º posto            | 3º posto           | A punti      | Senza punti        | Grassetto – Pole position Corsivo – Giro più veloce |
| Legenda | Gara non valida | Non qual./Non part. | Ritirato/Non class | Squalificato | '-' Dato non disp. | Grassetto – Pole position Corsivo – Giro più veloce |